# Skalnica okrągłolistna

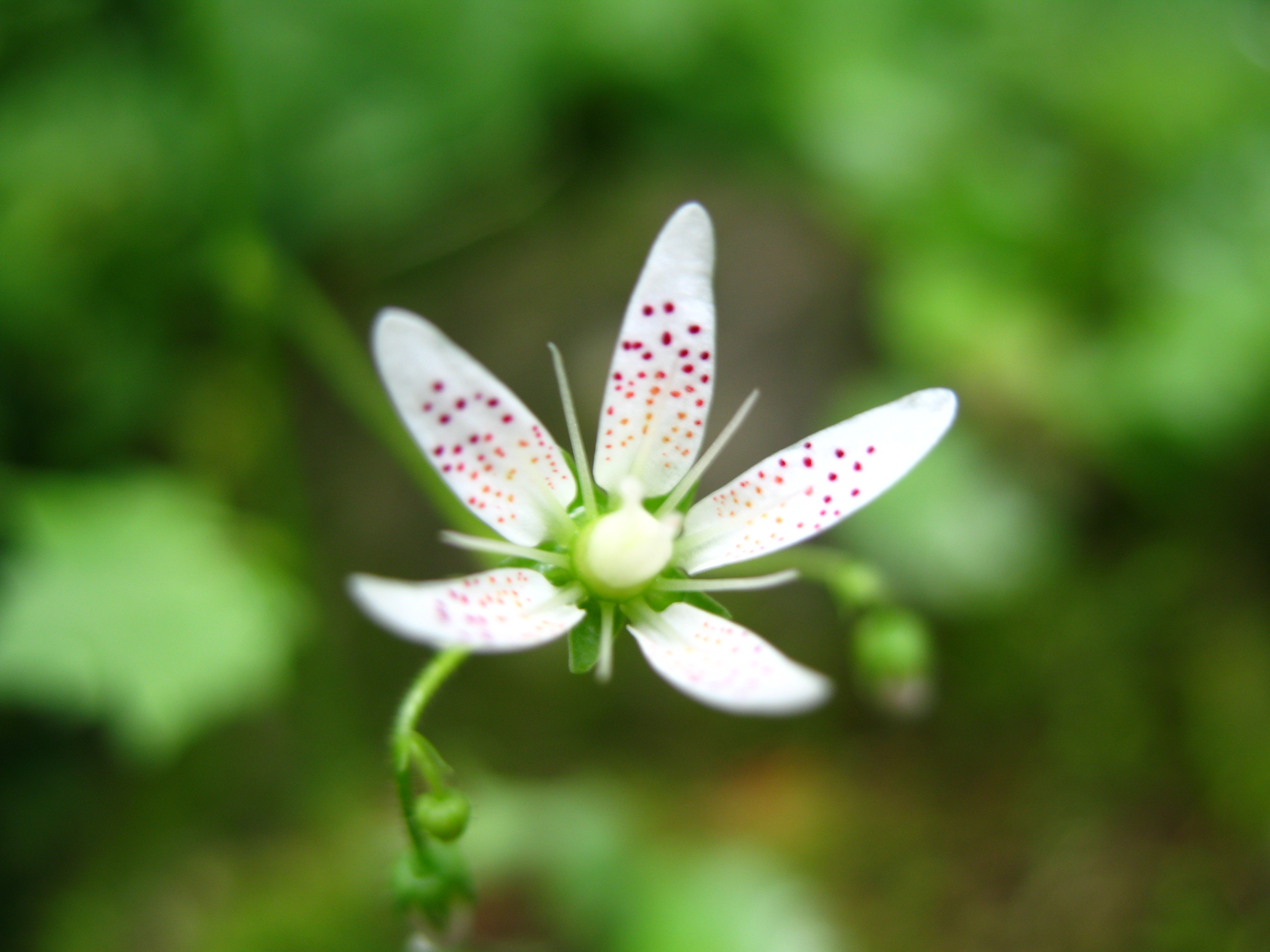

Skalnica okrągłolistna (Saxifraga rotundifolia L.) – gatunek rośliny należący do rodziny skalnicowatych. Występuje w górach środkowej Europy. W Polsce jest uprawiany jako roślina ozdobna.

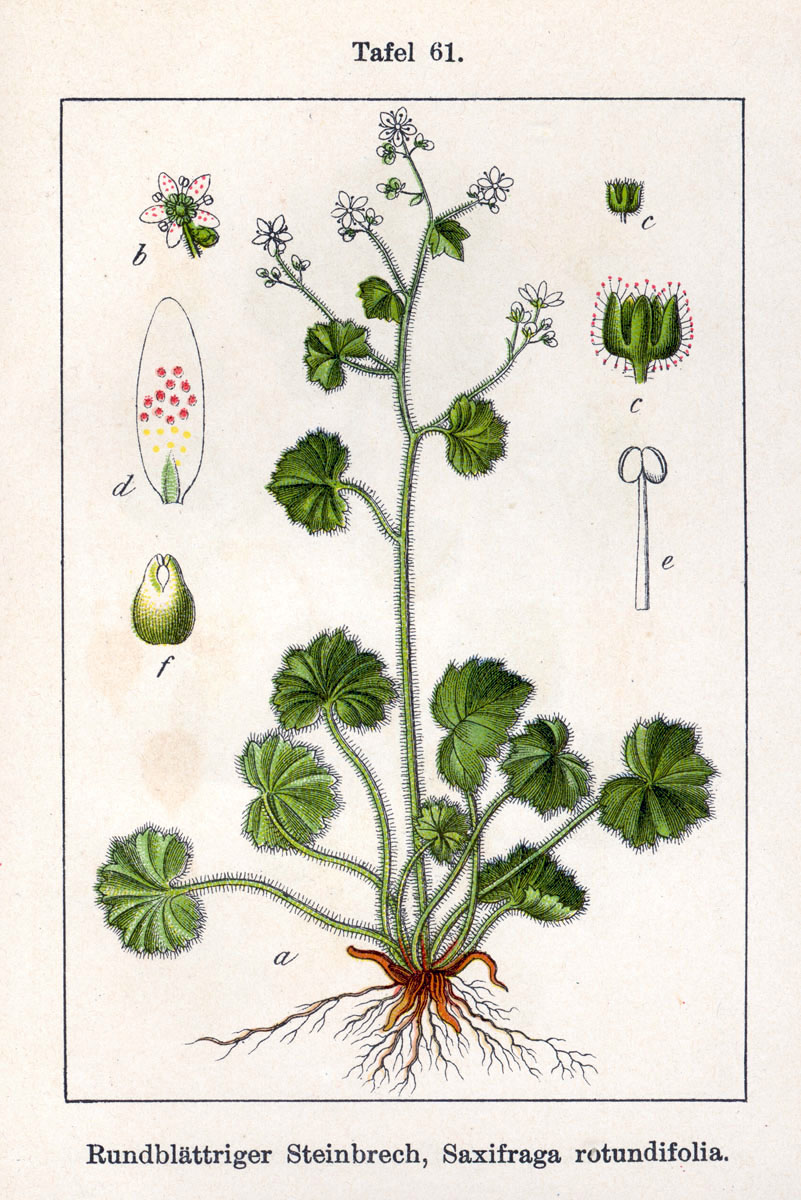
Morfologia

## Morfologia
PokrójRośnie pojedynczo lub w luźnych kępkach. W odróżnieniu od większości gatunków skalnic nie tworzy darni.
ŁodygaWzniesiona, słabo ulistniona, gruczołowato owłosiona. Ma wysokość 15–60 cm i nie rozgałęzia się.
LiścieUlistnienie skrętoległe. Liście nerkowato-sercowate, o karbowanej blaszce. Liście odziomkowe na długich ogonkach (2-5 razy dłuższych od blaszki).
KwiatyZebrane w rozpierzchłą wierzchotkę na szczycie łodygi. Kwiat promienisty, 5-krotny. Działki kielicha gruczołowato owłosione. Płatki korony mają długość 6–9 mm i są 2–3 razy dłuższe od działek kielicha. Mają podługowaty kształt, są białe i czerwono lub żółto nakrapiane. Wewnątrz korony 5 pręcików i pojedynczy słupek.
OwocTorebka z licznymi i drobno brodawkowatymi nasionami.

## Biologia i ekologia
- Rozwój: bylina, hemikryptofit. Kwitnie od czerwca do września.
- Siedlisko: brzegi potoków, wilgotne skały.

## Zastosowanie
Bywa uprawiana w ogrodach skalnych jako roślina ozdobna. Wymaga podłoża skalistego, wyłożonego kamieniami, grubym żwirem, szlaką. Nie należy jej nawozić, gdyż zbyt żyzne podłoże jej szkodzi. Przy bezśnieżnej i mroźnej zimie może przemarznąć, dlatego należy ją na zimę okryć np. słomą, gałązkami. Odpowiada jej stanowisko półcieniste, np. za dużym kamieniem.